# 張錫容
張錫容，MH（1956年—），前任香港南區區議會鴨脷洲北選區議員及香港島各界聯合會成員。

## 從政
張錫容在2005年南區區議會鴨脷洲北選區補選與趙烱成同獲702票，以抽籤方式決定的選舉結果而當選，其後於2007年、2011年及2015年選舉均能成功當選連任，但到了2019年，她敗於民主黨陳炳洋，連任失敗。